# Tetramorium davidi
Tetramorium davidi är en myrart som beskrevs av Auguste-Henri Forel 1911. Tetramorium davidi ingår i släktet Tetramorium och familjen myror. Inga underarter finns listade i Catalogue of Life.